# Distretto di Omagh
Il distretto di Omagh era una delle suddivisioni amministrative dell'Irlanda del Nord, nel Regno Unito. Fu creato nel 1973. Apparteneva alla contea storica di Tyrone.
A partire dal 1º aprile 2015 il distretto di Omagh è stato unito a quello di Fermanagh per costituire il distretto di Fermanagh e Omagh.